# Audignicourt

Audignicourt este o comună în departamentul Ain, Franța. În 1 ianuarie 2022 avea o populație de 110 de locuitori.